# Élection présidentielle pakistanaise de 2018
L'élection présidentielle pakistanaise de 2018 s'est déroulée le 4 septembre 2018. Elle vise à élire au scrutin indirect le successeur de Mamnoon Hussain élu en juillet 2013 dont le mandat prend fin et qui ne se représente pas. Le président de la république, élu par un collège électoral, possède par ailleurs un rôle essentiellement honorifique, le pouvoir réel étant détenu par le Premier ministre.
L'élection s'inscrit dans une année de transition, suivant les élections législatives du 25 juillet 2018 qui ont vu Imran Khan devenir Premier ministre le 18 août après la victoire de son parti, le Mouvement du Pakistan pour la justice. Ce dernier nomme Arif Alvi comme candidat tandis que l'opposition se divise et ne parvient pas à nommer un candidat unique. Alvi remporte largement le scrutin avec 353 voix sur 706, contre 185 pour le candidat du Muttahida Majlis-e-Amal (MMA), Fazal-ur-Rehman, et 124 pour celui du Parti du peuple pakistanais (PPP), Aitzaz Ahsan.

## Contexte

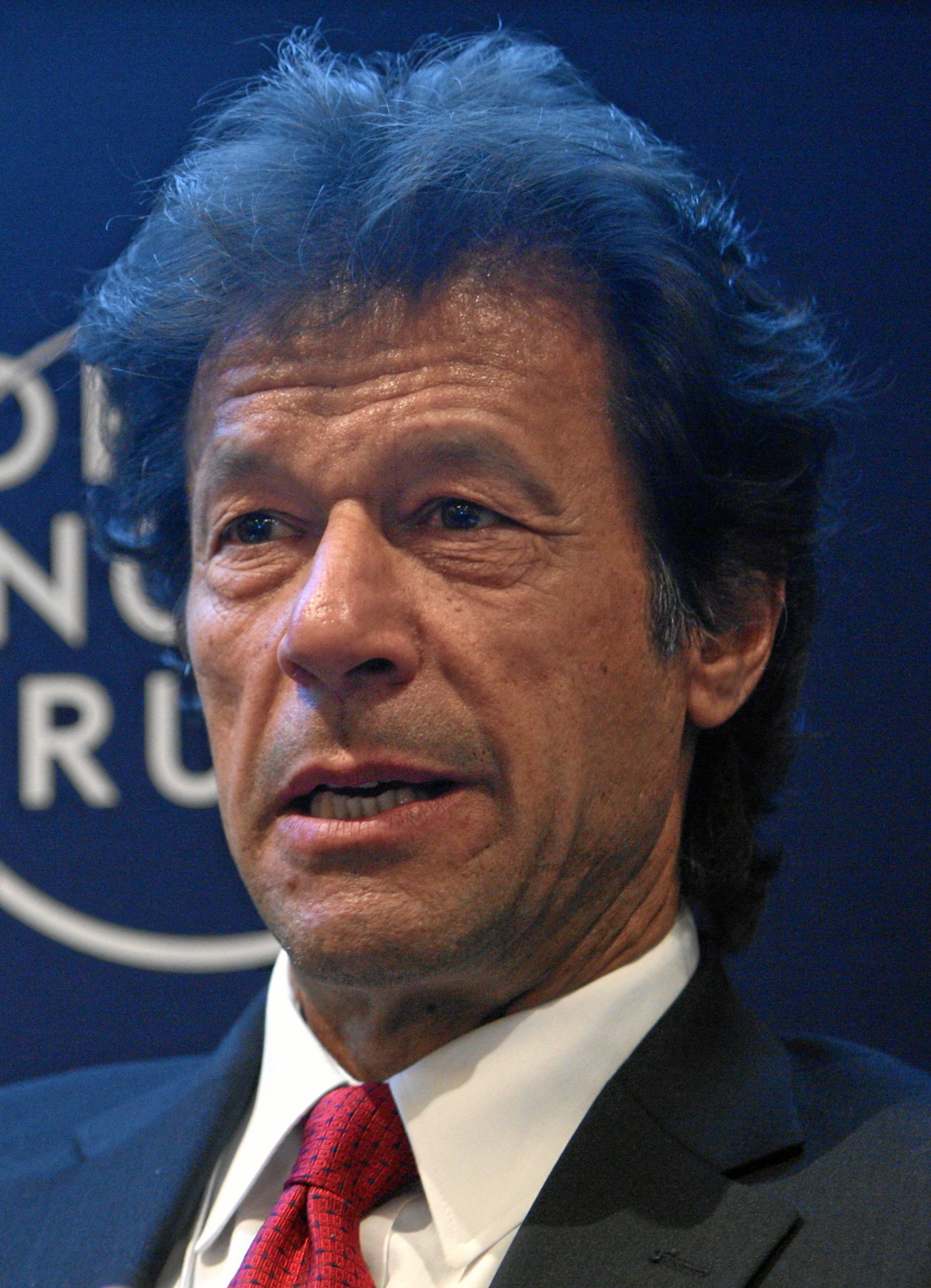
Imran Khan.

En juillet 2017, la Cour suprême destitue le Premier ministre Nawaz Sharif pour falsification de preuve dans le cadre d'une enquête pour une évasion fiscale révélée par les Panama Papers. Il est par la suite remplacé par Shahid Khaqan Abbasi, un de ses proches. Il est également interdit de diriger la Ligue musulmane du Pakistan (N) (LMP-N) et il ne peut plus se présenter à un scrutin à vie. Le 6 juillet 2018, Nawaz Sharif est condamné à dix ans de prison pour corruption. Le clan Sharif accuse la puissante armée pakistanaise de comploter contre lui, tandis que certains médias et fonctionnaires notent une répression contre le parti sortant et dénoncent des censures,, voire un « coup d'État silencieux de l'armée ».
Des élections législatives se sont déroulées au Pakistan le 25 juillet 2018 après la fin du mandat de cinq ans reçu par la LMP-N lors des élections de 2013. Elles ont abouti à la victoire du Mouvement du Pakistan pour la justice (PTI) mené par Imran Khan. Le 17 août, Khan est élu Premier ministre par l'Assemblée nationale, alors que l'opposition dénonce des irrégularités lors du vote. La Ligue de Nawaz, désormais dirigé par Shehbaz Sharif qui prend la tête de l'opposition, affirme notamment « rejeter totalement » les résultats, pointant des « fraudes flagrantes » notamment dans le processus de comptage,.
Le président sortant, Mamnoon Hussain, avait été élu par le collège électoral le 30 juillet 2013 et est un proche de Nawaz Sharif. Il annonce qu'il ne se représente pas et son mandat se termine le 8 septembre. Pour cette élection, le PTI dispose avec ses alliés de la Ligue musulmane du Pakistan (Q) (LMP-Q), le Parti baloutche Awami, la Grande alliance démocratique et le Mouvement Muttahida Qaumi, d'une majorité absolue à l'Assemblée nationale et à l'Assemblée provinciale du Pendjab, ce qui lui permet notamment d'obtenir une courte majorité au sein du collège électoral, du fait des bonnes positions de l'opposition au Sénat. Le PTI doit ainsi rallier des candidats indépendants pour obtenir une majorité absolue et être certain de l'emporter.

## Système électoral

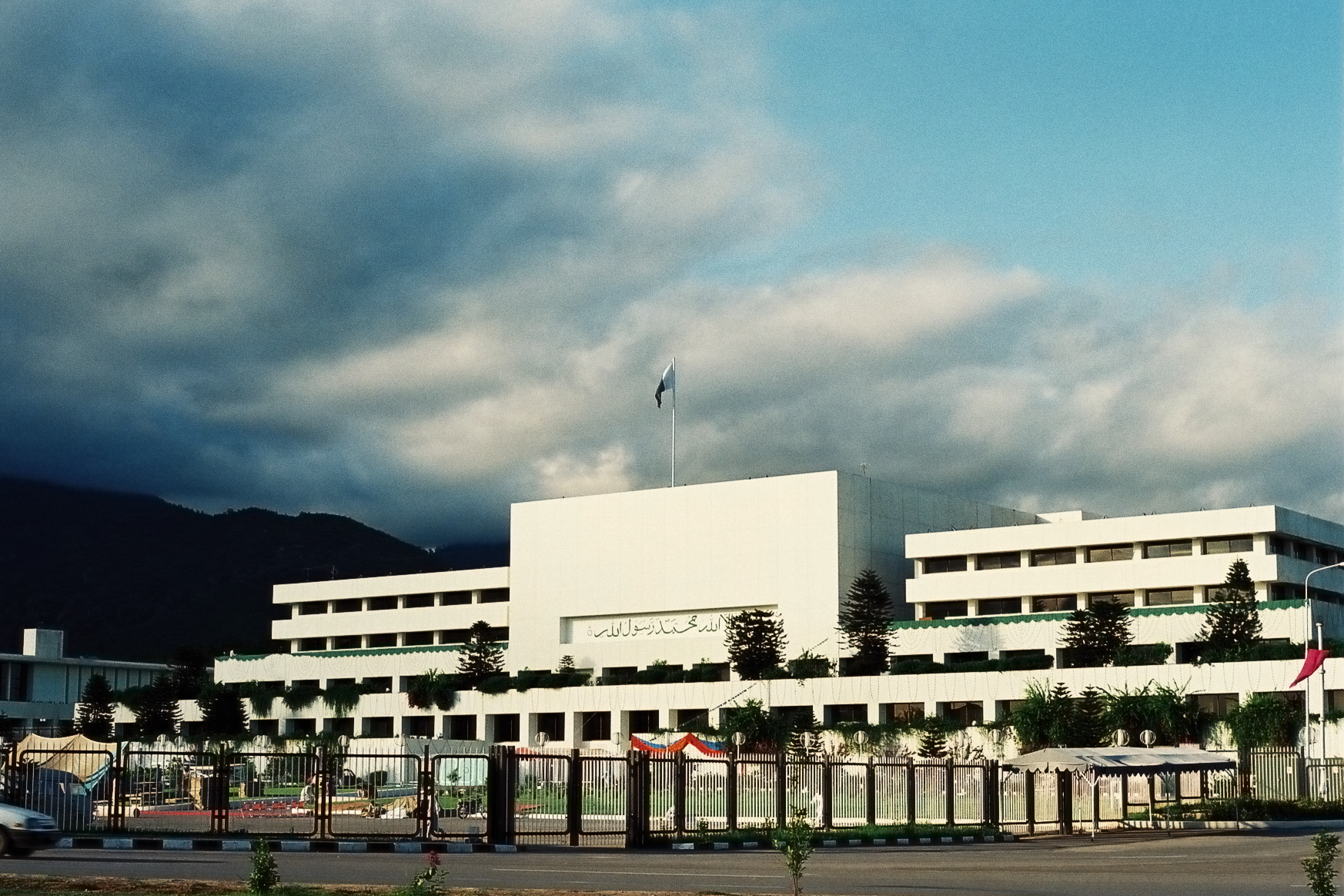
Le Parlement du Pakistan à Islamabad, en 2004.

Le président de la République est élu pour un mandat de cinq ans, renouvelable une fois, par le collège électoral comme prévu dans l'article 41 de la Constitution de 1973. Le collège est constitué des membres du Sénat, de l'Assemblée nationale et des quatre assemblées provinciales. Il est composé de 706 voix, dont les 104 voix du Sénat et les 342 de l'Assemblée nationale. Chaque Assemblée provinciale équivaut ensuite à la suite d'un calcul à 65 voix, peu importe son nombre de membres. Ainsi chacun des 371 députés de l'Assemblée provinciale du Pendjab équivaut à environ 0,18 voix, et ceux de l'Assemblée provinciale du Baloutchistan pakistanais à une. Chaque province équivalant à une entité autonome, elles sont censées peser à niveau égal.

## Candidats et campagne

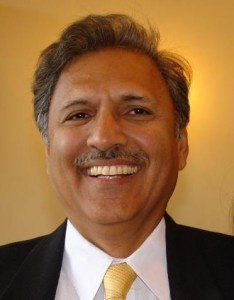
Le candidat favori Arif Alvi.

Le Mouvement du Pakistan pour la justice victorieux des élections législatives du 25 juillet nomine Arif Alvi comme candidat. Issu de la province méridionale du Sind, c'est un proche d'Imran Khan qu'il avait rejoint dès le début de sa carrière politique en 1996. Afin de s'assurer une victoire confortable au collège électoral, il effectue plusieurs déplacements afin de rencontrer des grands électeurs influents, à l'instar de Chaudhry Pervaiz Elahi. 
L'opposition mène pour sa part des négociations afin de trouver un candidat unique, question d'autant plus stratégique qu'elle possède une petite chance de l'emporter si elle réunit des candidats indépendants. Alors que le Parti du peuple pakistanais nomme le marxiste Aitzaz Ahsan comme candidat grâce au soutien d'Asif Ali Zardari, le reste de l'opposition conteste ce choix et propose l'islamiste Fazal-ur-Rehman, président de la Jamiat Ulema-e-Islam et soutenu par la principale formation de l'opposition, la Ligue musulmane du Pakistan (N). Des négociations de dernières minutes ne donnent rien alors que chaque partie campe sur ses positions. Pour l'éditorialiste Irfan Hussain du journal Dawn, ce manque d'unité de l'opposition est à rechercher dans la volonté de Zardari de ménager le nouveau pouvoir dans l'espoir de repousser les enquêtes pour détournement de fonds publics qui pèsent sur lui.

## Résultats
|                          | Arif Alvi                | PTI                      | 212 | 186 | 56  | 45 | 78  | 577  | 53,28 | 352 | 53,33 |  |  |  |
|                          | Fazal-ur-Rehman          | MMA                      | 131 | 141 | 1   | 15 | 26  | 314  | 28,99 | 184 | 27,88 |  |  |  |
|                          | Aitzaz Ahsan             | PPP                      | 81  | 6   | 100 | 0  | 5   | 192  | 17,83 | 124 | 18,79 |  |  |  |
|                          |                          |                          |     |     |     |    |     |      |       |     |       |  |  |  |
| Votes valides            | Votes valides            | Votes valides            | 424 | 333 | 157 | 60 | 109 | 1083 | 97,65 | 660 | 100   |  |  |  |
| Votes blancs et nuls     | Votes blancs et nuls     | Votes blancs et nuls     | 6   | 18  | 1   | 1  | 0   | 26   | 2,35  |     |       |  |  |  |
| Total                    | Total                    | Total                    | 430 | 351 | 158 | 61 | 109 | 1109 | 100   |     |       |  |  |  |
| Abstention               | Abstention               | Abstention               | 16  | 20  | 10  | 4  | 15  | 65   | 5,54  |     |       |  |  |  |
| Inscrits / participation | Inscrits / participation | Inscrits / participation | 446 | 371 | 168 | 65 | 124 | 1174 | 94,46 |     |       |  |  |  |

## Analyse
Le vote se déroule le 4 septembre simultanément dans quatre lieux : le Parlement à Islamabad, l'Assemblée provinciale du Pendjab à Lahore, l'Assemblée provinciale du Sind à Karachi, l'Assemblée provinciale de Khyber Pakhtunkhwa à Peshawar et enfin l'Assemblée provinciale du Baloutchistan à Quetta.
Sans surprise, Arif Alvi est élu président de la République en réunissant un peu plus de la moitié du total des voix du collège électoral.